# Friedrich Weyerhäuser

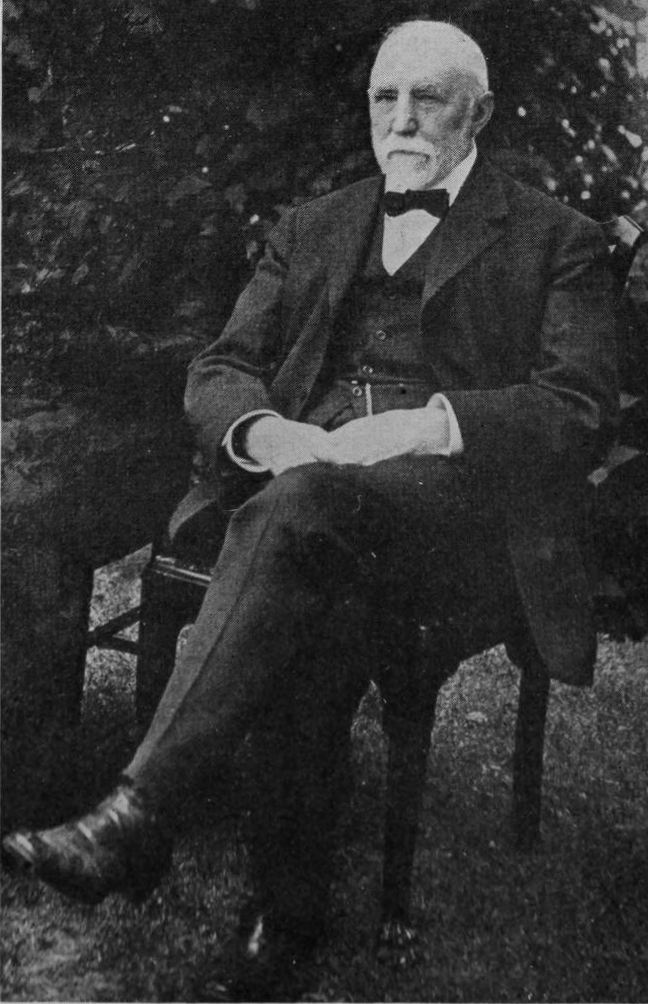
Friedrich Weyerhäuser

Friedrich Weyerhäuser (även Frederick Weyerhaeuser), född 21 november 1834 i Nieder-Saulheim, Rheinhessen, död 4 april 1914 i Pasadena, Kalifornien, var en tysk-amerikansk trävarumogul som grundade trävarufirman Weyerhaeuser Company.
Han kom till Förenta staterna år 1852 och förvärvade stora skogsområden i Minnesota lockad av Amerikabrev som hans släktingar sänt efter sin flykt från Tyskland i samband med revolutionen 1848. Så småningom förärades han med tillnamnet "Lumber King", "timmerkungen" tack vare sina framgångar. Sågverk och pappersverk samt andra affärsrörelser grundades av honom. På sin tid räknades han som den åttonde rikaste amerikanen. 
Han begravdes i familjegraven i Chippiannock cemetery i Rock Island i Illinois. 